# Liste der Gemeindeteile der kreisfreien Stadt Schweinfurt
Die Liste der Gemeindeteile der kreisfreien Stadt Schweinfurt listet die 3 amtlich benannten Gemeindeteile (Hauptorte, Kirchdörfer, Pfarrdörfer, Dörfer, Weiler und Einöden) in der kreisfreien Stadt Schweinfurt auf.
- Die kreisfreie Stadt Schweinfurt mit dem Hauptort Schweinfurt und die Einöden Bellevue, Deutschhof.

- Karte mit allen verlinkten Seiten:
- OSM |
- WikiMap